# Jugendbildungszentrum der IG Metall

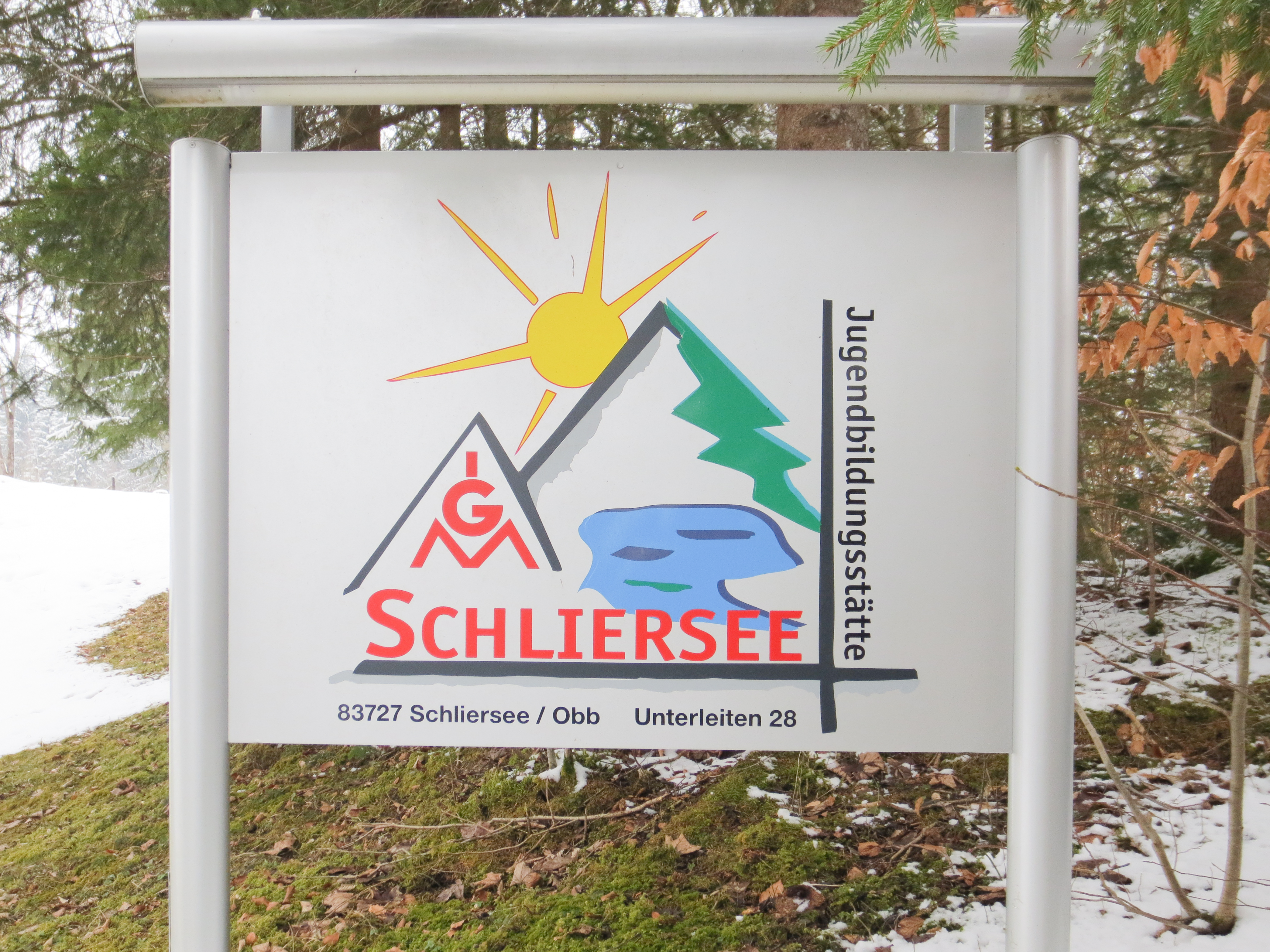
Schild des IG Metall Jugendbildungszentrums Schliersee

Das IG Metall Jugendbildungszentrum Schliersee ist eine Einrichtung der Jugenderholungs- und Bildungsheime der IG Metall gGmbH mit Sitz in Frankfurt am Main.

## Vorgeschichte

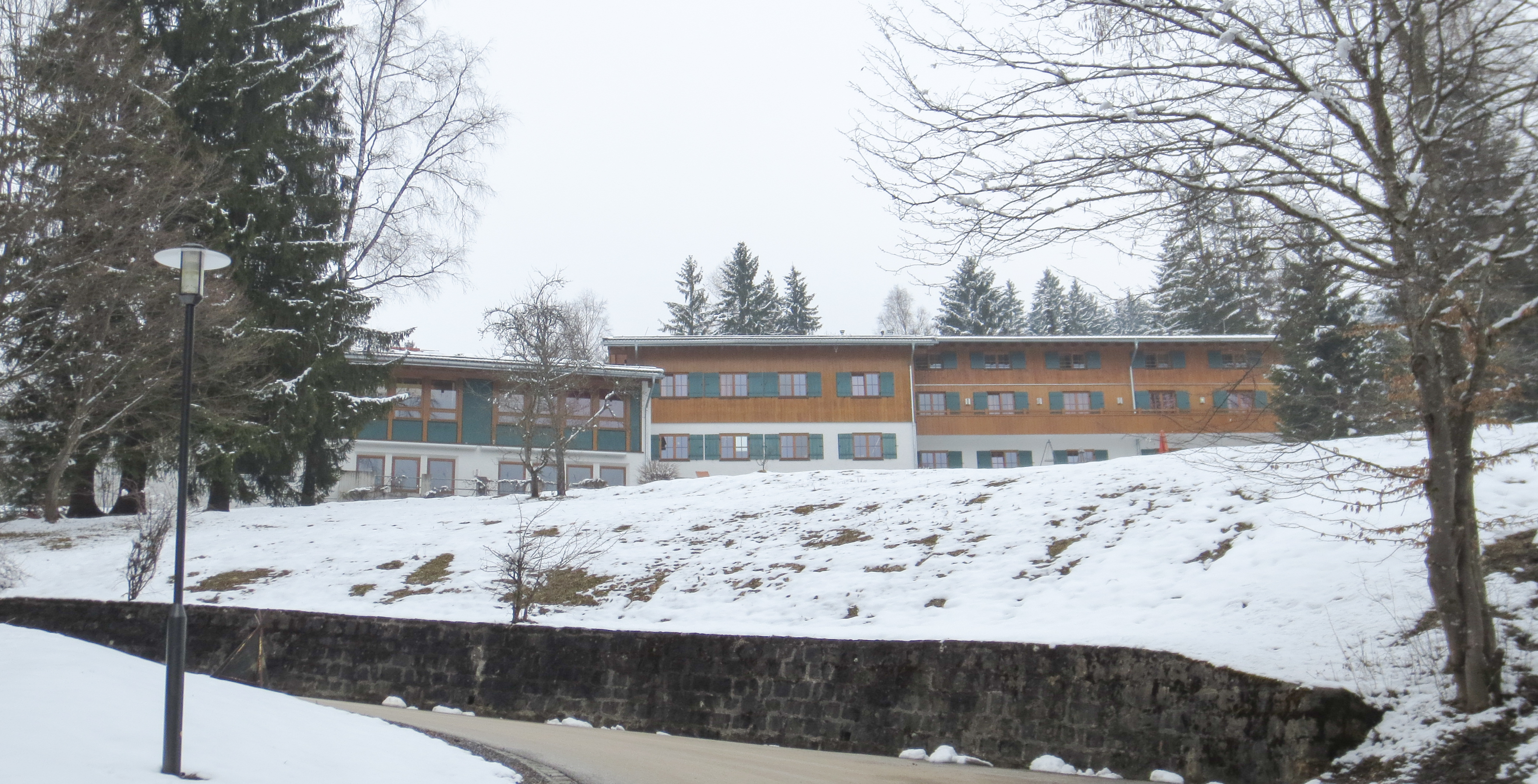
Silhouette des Jugendbildungszentrums im Winter.

Die erste Bebauung des Grundstücks des heutigen Jugendbildungszentrums an der Unterleiten in Schliersee erfolgte 1936 durch die Errichtung eines Gymnastiklandheims, einer Ausbildungsstätte für Gymnastiklehrerinnen. In einem Gutachten des Reichsverbandes Deutscher Turnsport wird den beiden Leiterinnen Thekla Malmberg und Mathilde Funke bescheinigt, als „verantwortungsbewusste Erzieher und tüchtige Lehrkräfte auf dem Gebiet der Gymnastik“ bekannt zu sein. Eine ausdrückliche Nutzung des Gymnastiklehrheims für nationalsozialistische Zwecke kann heute weder nachgewiesen noch widerlegt werden. Der Gymnastiksport, so heißt es in dem oben genannten Gutachten, sei ein „wertvolles erzieherisches Unternehmen“, die Schülerinnen unterstünden der „studentischen Erziehung im nationalsozialistischen Sinne“.
Obwohl sich nach 1940 keine Informationen mehr über das Gymnastiklandheim finden lassen, lief nach Angaben des ehemaligen technischen Leiters des damaligen Jugenderholungs- und Bildungsheims, Kurt Weber, der Betrieb bis zum Kauf des Grundstücks am 3. Juni 1954 weiter.

## 1954 bis heute

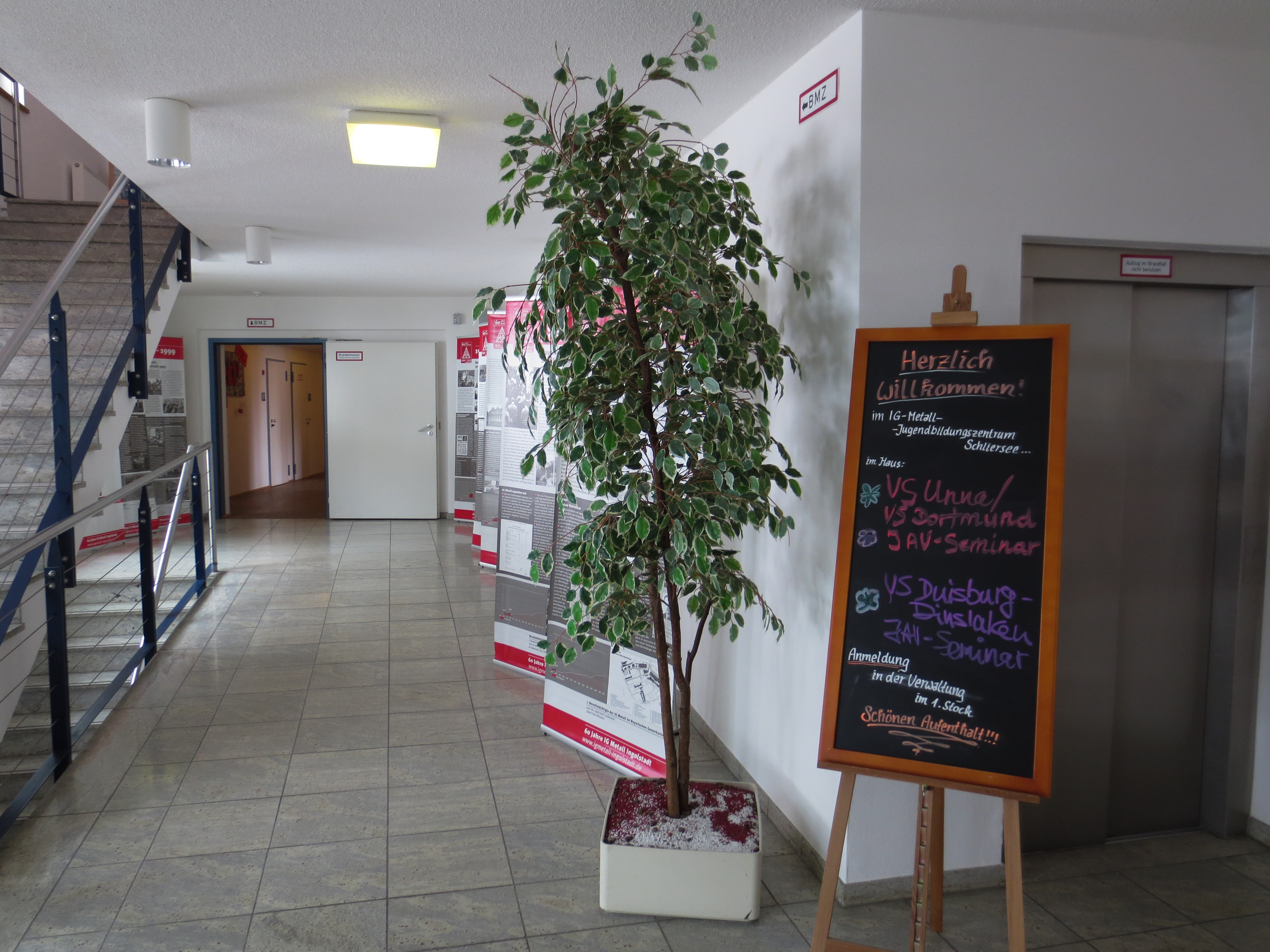
Empfang im Jugendbildungszentrum.

Die Eröffnung der Einrichtung des IG Metall Jugenderholungs- und Bildungsheims erfolgte am 7. Oktober 1954. Bereits am 9. Oktober fand ein erster Jugendvertreterlehrgang statt.
Das Haus bot Platz für 47 Personen und wurde überwiegend als Erholungsheim für junge Arbeiter benutzt. Nur in den Frühlings- und Herbstwochen, wenn der Urlaubsandrang nicht so groß war, fanden Jugendvertreterlehrgänge, Jugendgruppenleiterseminare, Berufsausbilderlehrgänge und auch internationale Seminare statt.
Im Laufe der 1980er und 1990er Jahre entwickelte sich das Jugenderholungs- und Bildungsheim mehr und mehr zum Jugendbildungszentrum.
1994 wurde auf Vorstandsebene eine mögliche Schließung und der Verkauf des Bildungszentrums diskutiert. Ehren- und hauptamtliche Mitarbeiter der IG-Metall-Jugend protestierten zusammen mit älteren Gewerkschaftsmitgliedern gegen die Schließung ihres einzigen verbleibenden Jugendbildungszentrums. In unzähligen Briefen, Unterschrift- und Protestaktionen tat man die Argumente zur Weiterführung der Bildungsstätte kund. Der Vorstand beschloss daraufhin, das Bildungszentrum zu erhalten und den Anforderungen der Bildungsarbeit entsprechend grundlegend zu sanieren bzw. umzubauen.
Nach der fünfjährigen Umbauphase wurde das Jugendbildungszentrum im Oktober 2000 wieder eröffnet. Das Bildungszentrum ist mit zwei Seminareinheiten, den dazugehörigen Arbeitsgruppenräumen, einem Kreativ-Bereich, sowie einem Außengelände ausgestattet, das in die Bildungsarbeit mit einbezogen wird.